# جوني بيهان
جوني بيهان (بالإنجليزية: Johnny Behan)‏ هو شريف أمريكي، ولد في 24 أكتوبر 1844 في Westport, Kansas City, Missouri ‏ في الولايات المتحدة، وتوفي في 7 يونيو 1912 في توسان في الولايات المتحدة.